# Урология
Урологията (на старогръцки: οὖρον — урина и на старогръцки: λόγος — слово, учение, наука) е комплексна медицинска специалност с хирургична насоченост, която изучава етиологията, патогенезата и симптоматиката на заболяванията на пикочно-половата система при мъжете и на пикочната система при жените, като осъществява и разработва методи за диагностиката, лечението и профилактиката им. Урологията се занимава предимно с хирургичното лечение на съответните заболявания, но ползва и консервативни методи за лечение. В България специалност урология се придобива от магистри по медицина, преминали 5-годишен курс на следдипломно обучение (специализация) и успешно положили теоретичен и практичен държавен изпит. Лекарите със специалност урология се наричат уролози. 

## Подразделения
С развиването на урологията като самостоятелна специалност извън хирургията, в нея се обособяват различни подразделения. Те не са отделни медицински специалности, а профили на урологията.

### Андрология
Андрологията се занимава с диагностиката и лечението на заболяванията на мъжката репродуктивна система и стерилитета при мъжа.

### Урогинекология
Диагностицира и лекува заболяванията на пикочната система при жените.

### Ендоурология
Занимава се с приложението и осъществяването на ендоскопските, миниивазивните методи в урологията. Наречена още безкръвна хирургия.

### Онкоурология
Занимава се с диагностиката, лечението и профилактиката на онкологичните заболявания в урологията.

### Детска урология
Изследва особеностите, диагностиката и лечението на урологичните заболявания в детска възраст. Над 90% от заболяванията напиело-каликсната система в детската възраст са различни по вид аномалии – от най-леките до най-тежките форми. Едно от известните отделения по детска урология в България е в института по спешна медицинска помощ „Пирогов“. Неин създател и основател е акад. Николай Минков.

### Старческа урология
Изследва особеностите, диагностиката и лечението на урологичните заболявания в старческа възраст.